# Bajo los techos de París
Bajo los techos de París es una película francesa dirigida por René Clair en 1930, constituye el primer filme sonoro francés. 

## Argumento
Narra la historia de Albert, un cantante callejero, acompañado de un acordeonista ciego, que reúne a grupos de espectadores a los que invita a cantar con él. Una banda de carteristas y ladrones, liderada por Fred que aprovecha las distracciones de los espectadores y cantantes para sustraerles monederos, carteras, dinero y objetos de valor. Albert evita que Pola, una joven inmigrante, sea víctima de un robo. De ella se enamoran tanto Albert, como Fred y el mejor amigo de Albert, Louis.
- Datos: Q2162104